# Agrostis stenophylla
Agrostis stenophylla é uma espécie de gramínea do gênero Agrostis, pertencente à família Poaceae.